# سمیرا اسکندرفر
سمیرا اسکندرفر (زاده آذر ۱۳۵۹ در تهران) نقاش، نویسنده و فیلمساز است. او تا کنون بیست و شش نمایشگاه انفرادی نقاشی، عکس و ویدئو آرت برگزار کرده‌است. آثار او در بیش از هشتاد نمایشگاه گروهی در موزه‌ها و گالری‌های داخل و خارج از ایران حضور داشته‌اند. او همچنین سه فیلم بلند، هجده فیلم کوتاه و ویدئو آرت ساخته‌است.

## زندگی و فعالیت حرفه‌ای
سمیرا اسکندرفر سال ۱۳۵۹ در تهران به دنیا آمد. او مدرک کارشناسی خود در رشته مهندسی در رشتهٔ مواد را در سن بیست سالگی دریافت کرد و در سال ۱۳۸۶پس از ۲ سال تحصیل در رشتهٔ کارگردانی انیمیشن دانشگاه هنر تهران، دانشگاه را رها کرد.
تعدادی از آثار سمیرا اسکندرفر در موزه تیت لندن (بریتانیا) و موزه ان.بی. کی برلین (آلمان) نگهداری می‌شود.از نمایشگاه‌های پربازتاب او می‌توان به «دلقک‌ها بچه‌دار نمی‌شوند»، «کمپوت لحظه‌ها» و «تابستان خود را چگونه گذراندید» اشاره کرد.

## کارها

### نمایشگاه‌های انفرادی
- اتاق الکل، گالری طراحان آزاد، تهران ۱۳۹۸
- هیچ مایی در کار نیست، گالری طراحان آزاد، تهران ۱۳۹۷
- زخم، گالری طراحان آزاد، تهران ۱۳۹۷
- دوتایی‌ها، گالری طراحان آزاد، تهران ۱۳۹۶
- چی تو سرته؟، گالری طراحان آزاد، تهران ۱۳۹۶
- نمایش باید ادامه پیدا کند، گالری زیرزمین دستان، تهران ۱۳۹۵
- عصب کشی، گالری شماره ۶، تهران ۱۳۹۵
- هرگز فراموشم نکن، گالری شماره ۶، تهران ۱۳۹۴
- گالری گدوک، مونیخ، آلمان ۱۳۹۳
- من خودم نیستم، گالری آران، تهران ۱۳۹۲[۶]
- من اینجا هستم، من اینجا نیستم، سازمان‌آب، تهران ۱۳۹۱
- میکی ماسک، گالری محسن، تهران ۱۳۹۰
- کمپوت لحظه‌ها، گالری محسن، تهران ۱۳۹۰
- تو منو به گریه می‌اندازی، گالری محسن، تهران ۱۳۸۹
- دلقک‌ها بچه دار نمی‌شوند، گالری طراحان آزاد، تهران ۱۳۸۸
- آرامش خیلی بزرگ، گالری طراحان آزاد، تهران ۱۳۸۷
- زیرزمین، گالری طراحان آزاد، تهران ۱۳۸۷[۷]
- پراکندگی، گالری ماه، تهران ۱۳۸۶
- من، شلی، مری، تو، گالری دی، تهران ۱۳۸۵
- صورت‌های دیگر، گالری لاله، تهران ۱۳۸۵
- عکس‌های خانوادگی، گالری دی، تهران ۱۳۸۴
- چیزی از دست رفته، گالری طراحان آزاد، تهران ۱۳۸۳
- بانوی زیبای من، گالری لاله، تهران ۱۳۸۳
- ته‌مانده‌های روز، گالری لاله، تهران ۱۳۸۲
- بهت، گالری طراحان آزاد، تهران ۱۳۸۲

### فیلم‌های بلند
- ۱۳۹۸ نوتردام
- ۱۳۹۶ تردمیل
- ۱۳۹۲ روت کانال[۸]

### فیلم‌های کوتاه
- ۱۳۹۵ نایس اند ایزی
- ۱۳۹۳ من برگشتم خونه
- ۱۳۹۱ من اینجا هستم
- ۱۳۹۰ من اینجا نیستم
- ۱۳۹۰ نفس کشیدن زیر آب
- ۱۳۸۹ تولدت مبارک
- ۱۳۸۸ زیتون
- ۱۳۸۷ کمد دیواری
- ۱۳۸۶ توی یک اتاق[۹]
- ۱۳۸۵ فرش‌ها و آدم‌ها
- ۱۳۸۵ مسیر
- ۱۳۸۵ چشم‌انداز قدیمی
- ۱۳۸۵ جهیزیه ای برای ماهرو
- ۱۳۸۴ تک گویی زیر نور سفید
- ۱۳۸۳ من عمودی ام
- ۱۳۸۲ بهت